# Binh đoàn sông Rhin (1870)
Binh đoàn sông Rhin (tiếng Pháp: Armée du Rhin) là một đại đơn vị quân sự Pháp tham gia Chiến tranh Pháp–Phổ. Nó được thành lập ngay sau khi Pháp tuyên chiến với Phổ vào ngày 18 tháng 7 năm 1870. Đơn vị này tham gia chiến đấu ở Lorraine, sau đó được tách ra một phần để thành lập binh đoàn thứ hai của Pháp, Binh đoàn Châlons.
Với thất bại của người Pháp, Binh đoàn sông Rhin đã đầu hàng liên quân Đức vào ngày 27 tháng 10 trong Cuộc vây hãm Metz.

## Thành lập

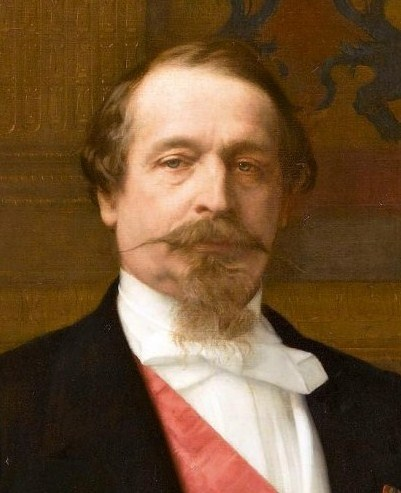
Napoléon III, tổng tư lệnh đầu tiên của Binh đoàn sông Rhin.

Binh đoàn sông Rhin  được thành lập ngày 1 tháng 8 năm 1870, là đại binh đoàn đầu tiên của Pháp được thành lập sau khi tuyên chiến với Phổ, được hình thành từ số quân sẵn có trong thời bình. Ban đầu được binh đoàn được chỉ huy trực tiếp bởi Hoàng đế Napoléon III, với các thành phần chủ lực gồm lực lượng Vệ binh Hoàng gia (tiếng Pháp: La Garde Impériale), 7 quân đoàn và lực lượng tổng trù bị. Mỗi quân đoàn gồm có 3 hoặc 4 sư đoàn bộ binh và 1 sư đoàn kỵ binh. Mỗi sư đoàn gồm 2 hoặc 3 lữ đoàn, một đơn vị pháo binh và một đơn vị công binh dự bị. Mỗi lữ đoàn có 2 hoặc 3 trung đoàn bộ binh hoặc kỵ binh chủ lực. Các sư đoàn bộ binh được biên chế một cụm pháo binh với 2 khẩu đội pháo lớn 4 ngựa kéo và 1 khẩu đội súng máy, trong khi các sư đoàn kỵ binh gồm 2 khẩu đội pháo 1 ngựa kéo.
- Tổng tư lệnh: Napoléon III
- Phụ tá trưởng: Thống chế Le Bœuf
- Trợ lý tư lệnh:
  - Tướng  Lebrun
  - Tướng  Jarras
- Chỉ huy pháo binh: Tướng Soleille[2]

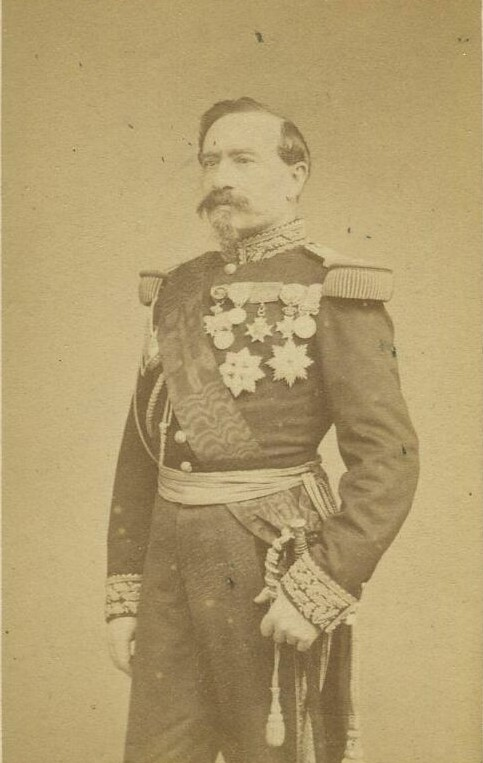
Tướng Bourbaki, chỉ huy Vệ binh Hoàng gia.

- Chỉ huy công binh: Tướng  Coffinières de Nordeck
- Quản trị trưởng: Tướng  Wolff
- Y sĩ trưởng: Nam tước  Larrey

Các đơn vị chủ lực
- Lực lượng Vệ binh Hoàng gia (Garde impériale), do tướng Bourbaki chỉ huy.
- Quân đoàn 1 (1er corps d'armée), do Thống chế Patrice de Mac Mahon chỉ huy.
- Quân đoàn 2 (2e corps d'armée), do tướng Frossard chỉ huy.
- Quân đoàn 3 (3e corps d'armée), do Thống chế François Achille Bazaine, sau đó là tướngDecaen (12 đến 14 tháng 8) và cuối cùng do Thống chế Le Bœuf chỉ huy.
- Quân đoàn 4 (4e corps d'armée), do tướng de Ladmirault chỉ huy.
- Quân đoàn 5 (5e corps d'armée), do tướng de Failly chỉ huy.
- Quân đoàn 6 (6e corps d'armée), do Thống chế de Canrobert chỉ huy.
- Quân đoàn 7 (7e corps d'armée), do tướng Douay chỉ huy.
- Lực lượng kỵ binh dự bị ban đầu được cho là sẽ được thành lập gồm 3 sư đoàn, mỗi sư đoàn có 2 lữ đoàn. Tuy nhiên, chỉ còn có 2 sư đoàn vì Sư đoàn 1 được sử dụng để tăng viện cho Binh đoàn Châlons với tư cách là kỵ binh của Quân đoàn 6.
- Lực lượng pháo binh dự bị, do tướng Canu chỉ huy.
- Lực lượng công binh dự bị do đại tá Rémond chỉ huy.

## Tham chiến

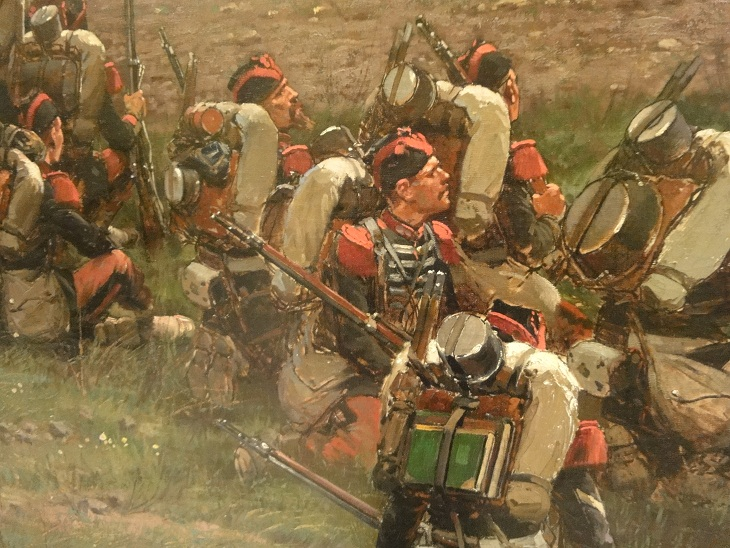
Phân đội lính ném lựu đạn của Lực lượng Vệ binh Hoàng gia tại Rezonville (tranh của Édouard Detaille - 1870).

- Trận Sarrebuck (Bataille de Sarrebruck).
- Trận Wissembourg (Bataille de Wissembourg).
- Trận Forbach-Spicheren (Bataille de Forbach-Spicheren).
- Trận Frœschwiller-Wœrth (Bataille de Frœschwiller-Wœrth).
- Cuộc vây hãm Bitche (Bitche pendant le siège de 1870–1871).
- Trận Borny-Colombey (Bataille de Borny-Colombey).
- Trận Mars-la-Tour (Bataille de Mars-la-Tour).
- Cuộc vây hãm Toul (Siège de Toul).
- Trận Saint-Privat (Bataille de Saint-Privat).
- Cuộc vây hãm Metz (Siège de Metz).
- Cuộc vây hãm Strasbourg (Siège de Strasbourg).
- Trận Noisseville (Bataille de Noisseville).